# Енциклопедия „Пирински край“
Енциклопедия „Пирински край“ е двутомно научно-справочно издание, съдържащо обобщена информация за стопанския, обществения, политическия и духовния живот в област Благоевград от древността до наши дни. Енциклопедията е съвместно дело на Редакция „Енциклопедия“ и БАН и е резултат на дългогодишна научноизследователска и творческа работа на широк кръг български учени и местни специалисти. Редактори на първия том на изданието са академик Христо Христов и професор Добрин Мичев, а на втория професор Иван Божилов. Първият том (А - М) съдържа 1906 статии, 340 цветни и 520 черно-бели илюстрации и 48 карти в 608 страници. Вторият том (Н - Я) съдържа 1501 статии, 443 цветни и черно-бели илюстрации, 15 нотни илюстрации в 474 страници.